# Fruit Bat Soup
Die Fruit Bat Soup (dt.: „Flughund-Suppe“) ist eine Spezialität der palauischen Küche. 
Namensgebender Bestandteil sind Flughunde der Art Pteropus pelewensis.
Auf den Palau-Inseln gab es viel Fisch und Meeresfrüchte. Diese Kost wurde jedoch teilweise als zu einseitig angesehen, weshalb die Flughunde als Abwechslung im Speiseplan genutzt werden. Die Flughunde gelten als reinliche Tiere, die sich „nur von Früchten, Blättern und Nektar ernähren.“

## Zubereitung
Die verbreitete Variante der Suppe besteht aus gekochten Flughunden, die mit Fell gekocht werden, das Fleisch wird dann ausgekaut und Knochen und andere Überreste wieder ausgespuckt. Die Würze besteht aus Zwiebel, Knoblauch, Chilischoten und Sojasauce sowie Zitronensaft und Kokosmilch als Grundbestandteilen.